# DJane Housekat
DJane HouseKat (bürgerlich Kathrin Kohlhepp, * 1987), auch bekannt als DJane Candy, ist eine deutsche Musikerin und DJane aus Sterbfritz. Sie wurde 2012 mit der House-Single My Party bekannt.

## Hintergrund
Nach Angaben ihrer Plattenfirma Sony Music stammt die Künstlerin aus einer Musikerfamilie und kam durch einen ehemaligen Freund zum Auflegen. Produziert von Axel Konrad veröffentlichte sie Anfang 2012 den Song My Party, eine Coverversion des Klassikers Let’s All Chant der Michael Zager Band aus dem Jahr 1978, bei dem sie von dem britischen Rapper Chima Rameez Okpalaugo unterstützt wird. Als DJane Candy war sie als Stamm-DJ im Münchner Kultfabrik Club Rafael beschäftigt.

## Karriere
Nachdem sie in mehreren Clubs als Resident-DJane auflegte, veröffentlichte sie dann ihre erste Single My Party. Der Song kam im Januar 2012 zunächst in die Clubs, wurde am 3. Februar 2012 als Einzel-Track auf iTunes zum Download angeboten und erschien am 19. März 2012 als iTunes-Single. Zunächst fand das Lied in den deutschen Singlecharts und auch in den Dance-Hitlisten nur geringe Beachtung. Erst als der private Fernsehsender Pro Sieben My Party als Werbesong für seinen Comedy Dienstag wählte, erreichte der Titel hohe Aufmerksamkeit in der Öffentlichkeit. Am 13. April 2012 erreichte er Platz 1 der deutschen und Platz 2 der österreichischen iTunes-Charts. Daraufhin wurde durch Sony Music eine offizielle Maxi-CD-Veröffentlichung für den 20. April 2012 anberaumt.
Am 27. April 2012 stieg My Party in Österreich auf Platz 4 der Charts ein und kletterte in der Folgewoche auf Platz 3. In Dänemark erreichte das Lied am 4. Mai Platz 37 sowie in Deutschland am 7. Mai 2012 Platz 4 der Charts. In der Schweiz stieg das Lied am 6. Mai 2012 zunächst auf Platz 17 ein, verbesserte sich in der Folgewoche auf Platz 16 und erreichte dann Platz 14 als Höchstposition. Mit über 150.000 verkauften Einheiten wurde My Party von Sony Music mit der goldenen Schallplatte ausgezeichnet.
Am 18. Januar 2013 erschien der Titel All the Time. Das Video hatte bereits am 10. Januar 2013 seine Premiere auf zahlreichen Portalen. Der Song wurde von Axel Konrad und Verena Rehm geschrieben und produziert. Außerdem wirken der Sänger Nelson Ortiz und wieder Rameez mit, der bereits bei My Party den Rap-Part beisteuerte. Der Song kletterte noch vor der Veröffentlichung von Rang 49 auf Platz 19 der Deutschen DJ Playlist und erreichte Platz 55 der deutschen Verkaufscharts. Die Maxi-Single erschien am 25. Januar 2013 bei Sony Music/Columbia. Am 13. April 2013 sangen die beiden DSDS-Kandidaten Susan Albers & Tim David "All the Time" in der Sendung, woraufhin sich die Single eine Woche später wieder auf Platz 44 der deutschen Verkaufscharts platzieren konnte.
Im Oktober 2013 gab DJane Housekat bekannt, dass ihre dritte Single noch im selben Jahr erscheinen werde. Der Song wurde unter dem Titel Don’t U Feel Alright veröffentlicht. Nachdem sie mit verschiedenen Remixen, insbesondere ihrem Edit zum Track Everybody Want’s To Party von Marc Korn und den Clubraiders stark von ihrem ursprünglichen Dance-Stil abwich, wurde vermutet, dass auch dieser Song mit anderen Sounds erscheinen wird, jedoch behält auch diese Single die Einflüsse vom Dance-Pop und House. Zudem wurde bekannt gegeben, dass das Lied eine Coverversion von Liquidos Narcotic ist.
Im Juli 2014 wurde DJane Housekat im Rahmen der alljährlichen Rundfunktage in Nürnberg mit dem Nachwuchspreis "Radio Galaxy Award" ausgezeichnet. Auf der Veranstaltung trat sie auch mit Sängerin Verena Rehm und Rapper Rameez auf. Sie kündigte im Interview mit dem Sender an, dass für September 2014 die Veröffentlichung einer neuen Single geplant ist. Bereits am 1. Juli 2014 erschien diese ausschließlich in den USA. Es ist ein weiterer Track mit dem Rapper Rameez und trägt den Titel Girls in Luv. Die weiblichen Parts wurden von Verena Rehm, der Zweitstimme von Groove Coverage übernommen. Der Track ist ein Cover des gleichnamigen Liedes des deutschen Sängers Andreas Dorau. Am 30. Oktober 2014 erschien die Single auch in Europa.
Am 10. April 2015 veröffentlichte sie mit dem Sänger Piñero die Single Careless. Das Lied konnte insbesondere durch das offizielle Musikvideo auf sich aufmerksam machen. Dabei geht es darum, nicht sorglos beispielsweise durch Drogenkonsum und ungeschützten Geschlechtsverkehr mit seinem Leben umzugehen. Am Ende des Videos erscheint der Slogan „Don’t be careless“. In den deutschen DJ-Dance-Charts kletterte der Song bis auf Platz 11. Zudem konnte sich der Song in den deutschen Dance Top 50 auf Rang 18 und den deutschen House-Charts auf Platz 17 platzieren. Der Song verfehlte jedoch den Einstieg in die deutschen Single-Charts und konnte somit nicht mehr an alte Erfolge anknüpfen.
Am 19. Juni 2015 veröffentlichte DJane Housekat erneut mit dem britischen Rapper Rameez ihre nächste Single 38 Degrees. Die Vocals in dem Song wurden wie bei Careless von dem deutschen Sänger Piñero übernommen. Die Single erschien als MP3-Download bei Sony Music und enthält neben der Radio- und Clubversion auch einen Groove-Coverage-Remix. Am gleichen Tag erschien ebenfalls bei Sony Music die Kompilation „Club Sounds Summer 2015“ als CD und Download, auf dem der Song als Degrees auf der zweiten CD als Club Mix zu finden ist.

### Trennung von Sony Music & weitere Veröffentlichungen
Anfang 2016 wurde bekannt, dass DJane Housekat nicht mehr mit Sony Music zusammen arbeitet. Am 29. Januar 2016 veröffentlichte DJane Housekat erneut zusammen mit dem britischen Rapper Rameez ihre neue Single Ass up. Der Song ist ein Cover des deutschen Dance-Acts Baracuda. Der Song stieg eine Woche nach der Veröffentlichung auf Platz 22 der deutschen Dance-Charts ein und war somit der höchste Neueinsteiger der Woche. Der Song wurde über Suprime:Records veröffentlicht.
Am 31. März 2017 wurde der Song The One veröffentlicht. Auch hier wurde der Gesangspart von Verena Rehm übernommen. Zudem wurde am 27. Juli 2017 der Titel Oh Baby feat. Rameez veröffentlicht. Beide Songs verfehlten den Einstieg in die deutschen Single-Charts.
Am 23. März 2018 veröffentlichte DJane Housekat nach langer Release-Pause zusammen mit dem Danceprojekt Lotus den Song Listen, dessen Refrain aus dem Song Listen to Your Heart der schwedischen Band Roxette aus dem Jahr 1988 stammt. Der Song stieg auf Platz 39 der offiziellen DJ-Charts ein.
2019 veröffentlichte DJane Housekat die beiden Singles No More & Still Singing. Auch hier übernahm wieder Verena Rehm die Gesangsparts. Der Song Still Singing stieg am 14. Februar 2020 als Neueinsteiger auf Platz 90 der deutschen Dance Charts ein, verschwand aber wieder rasch aus den Hitlisten.
Nach rund zweijähriger Pause wurde am 29. Januar 2021 der Titel Paint the night veröffentlicht. Im dazugehörigen Musikvideo spielt Verena Rehm die Hauptrolle, die dem Song erneut ihre Stimme verlieh. DJane Housekat konnte auch mit diesem Titel nicht mehr an alte Erfolge anknüpfen.
Am 28. Mai 2021 veröffentlichte DJane Housekat ihre neue Single Spirit of Yesterday. Die Melodie stammt ursprünglich aus dem Hit Sky der britischen Sängerin Sonique. Die Neufassung des Textes wurde bereits 2002 von Axel Konrad & Ole Wierk für deren damaliges Dance-Projekt DJ VOLUME übernommen. Der Song besteht somit aus zwei verschiedenen Cover-Versionen. Im aktuellen Musikvideo sieht man DJane Housekat, die in sämtlichen Erinnerungen ihrer Karriere schwelgt. Im Video sind unter anderen auch Verena Rehm, Rameez und Axel Konrad zu sehen.
Anfang 2022 erschienen mit "abcdefu" (Original von Gayle (Sängerin)) und "Wonderful World" gleich zwei Coverversionen im neuen Dance-Sound. Danach folgten mit "La La La" und "Till I Die" (mit Marc Korn) zwei Original-Songs (geschrieben von Axel Konrad und Verena Rehm). Im September 2022 erschien in Zusammenarbeit mit Simon Riemann und Semitoo eine neue Version vom Bryan Adams Klassiker "Summer Of 69". Alle Songs konnten in kurzer Zeit Streaming-Zahlen im sechsstelligen Bereich erreichen.

## Diskografie

### Singles
| Jahr | Titel Album            | Höchstplatzierung, Gesamtwochen, AuszeichnungChartplatzierungen (Jahr, Titel, Album, Platzierungen, Wochen, Auszeichnungen, Anmerkungen) | Höchstplatzierung, Gesamtwochen, AuszeichnungChartplatzierungen (Jahr, Titel, Album, Platzierungen, Wochen, Auszeichnungen, Anmerkungen) | Höchstplatzierung, Gesamtwochen, AuszeichnungChartplatzierungen (Jahr, Titel, Album, Platzierungen, Wochen, Auszeichnungen, Anmerkungen) | Anmerkungen                                                    |
| Jahr | Titel Album            | DE | AT | CH | Anmerkungen                                                    |
| ---- | ---------------------- | --- | --- | --- | -------------------------------------------------------------- |
| 2012 | My Party –             | DE4 Gold · (15 Wo.)DE | AT3 Gold · (12 Wo.)AT | CH14 (7 Wo.)CH | Erstveröffentlichung: 19. März 2012 feat. Rameez               |
| 2013 | All the Time –         | DE44 (7 Wo.)DE | AT29 (6 Wo.)AT | — | Erstveröffentlichung: 18. Januar 2013 feat. Rameez             |
| 2013 | Don’t U Feel Alright – | DE50 (2 Wo.)DE | AT62 (1 Wo.)AT | — | Erstveröffentlichung: 8. November 2013                         |
| 2014 | Girls in Luv –         | — | — | — | Erstveröffentlichung: 1. Juli 2014 feat. Rameez                |
| 2015 | Careless –             | — | — | — | Erstveröffentlichung: 10. April 2015 feat. Piñero              |
| 2015 | 38 Degress –           | — | — | — | Erstveröffentlichung: 19. Juni 2015 feat. Rameez               |
| 2016 | Ass Up! –              | — | — | — | Erstveröffentlichung: 29. Januar 2016 feat. Rameez             |
| 2018 | Listen –               | — | — | — | Erstveröffentlichung: 23. März 2018 feat. Lotus                |
| 2022 | Luv with U –           | — | — | — | Erstveröffentlichung: 30. Dezember 2022 feat. Blümchen & Kyanu |

### Remixe
- 2012: Think About the Way (Groove Coverage feat. Rameez)
- 2012: Riot on the Dancefloor (Groove Coverage)
- 2013: La La La (Rameez)

## Auszeichnungen für Musikverkäufe
| Goldene Schallplatte - Frankreich - 2025: für die Single God is a Girl |

Anmerkung: Auszeichnungen in Ländern aus den Charttabellen bzw. Chartboxen sind in ebendiesen zu finden.
| Land/RegionAuszeichnungen für Musikverkäufe (Land/Region, Auszeichnungen, Verkäufe, Quellen) | Gold     | Platin | Verkäufe | Quellen           |
| -------------------------------------------------------------------------------------------- | -------- | ------ | -------- | ----------------- |
| Deutschland (BVMI)                                                                           | Gold1    | —      | 150.000  | musikindustrie.de |
| Frankreich (SNEP)                                                                            | Gold1    | —      | 100.000  | snepmusique.com   |
| Österreich (IFPI)                                                                            | Gold1    | —      | 15.000   | ifpi.at           |
| Insgesamt                                                                                    | 3× Gold3 | —      |          |                   |